# محمد شفيق (عسكري باكستاني)
الفريق محمد شفيق (مواليد أبريل 1934) عسكري سابق في الجيش الباكستاني. شغل منصب محافظ خيبر بختونخوا من 1999 إلى 2000. عين في هذا المنصب يوم 21 أكتوبر 1999 من قبل الجنرال برويز مشرف. ثم شغل منصب السفير الباكستاني في البحرين من 2000 إلى 2002.

## النشأة والسيرة العسكرية
ولد محمد شفيق في كوهات في أبريل 1934. التحق بفوج البنجاب في مارس 1956 في الدورة الثالثة عشر. حقق الفريق محمد إنجازات عديدة أثناء خدمته في الجيش الباكستاني. ساهم في نجاح الفيلق الحادي والثلاثون في باهاوالبور وأضاف خط دفاع قوي للجيش الباكستاني في المنطقة الجنوبية. كان لشفيق دور أساسي في تنفيذ المبدأ الدفاعي الهجومي للفريق أسلم ميرزا. تم عرض هذه العقيدة بنجاح في أكبر مناورة للجيش الباكستاني باسم ضرب المؤمن والتي كانت موجهة ضد الجيش الهندي. خلال مسيرته العسكرية التي استمرت 35 عام عمل الفريق شفيق في بعض المناصب المهمة مثل المفتش العام لقوات حرس الحدود فضلا عن الشؤون القبلية.

## ما بعد التقاعد
بعد تقاعده من الجيش خدم شفيق رئيسا لفريق تفتيش رئيس الوزراء حتى عام 1993. خلال حكومة معين قريشي لتصريف الأعمال ظل شفيق وزير اتحادي لما لا يقل عن ستة وزارات اتحادية. عين الرئيس التنفيذي الأول للمناطق الشمالية عندما جاءت بينظير بوتو إلى السلطة في عام 1993 لكنه اختار أن يتقاعد قبل إتمام فترة ولايته. من المعروف عنه أنه شخص معتدل ومعسول الكلام. خضع شفيق لتغيير شرايين القلب في عام 1998.